# Roberto Cipriani
Roberto Cipriani (Rovato, 2 marzo 1945) è un sociologo italiano.

## Biografia
Laureato in lettere all'Università di Roma “La Sapienza” nel 1968, con una tesi su “La sociologia religiosa in Italia”. Nel 1971 ha iniziato la sua collaborazione alla rivista La critica sociologica, fondata e diretta da Franco Ferrarotti.
Dal 1990 al 1994 è stato presidente del "Research Committee" di Sociologia della religione nell'International sociological association .
Dal 1994 al 1998 ha diretto il periodico International sociology Archiviato il 12 aprile 2011 in Internet Archive..
Dal 1997 al 2015 è ordinario di Sociologia generale all'Università Roma Tre, dove dal 2001 al 2012 ha diretto il Dipartimento di Scienze dell'Educazione, dal 2017 è professore emerito. Dal 2004 al 2007 è stato presidente dell'Associazione italiana di sociologia. Dal 2007 al 2008 è stato coeditore di Annual review of Italian sociology. Dal 2009 al 2015, infine, è stato presidente del Consiglio europeo delle Associazioni Nazionali di Sociologia, nell'ambito dell'European sociological association. Nel 2008 è stato Directeur d'Etudes presso la Maison des Sciences de l'Homme a Parigi. Nel 2006 è stato Chancellor Dunning Trust Lecturer (https://www.queensu.ca/provost/sites/webpublish.queensu.ca.provwww/files/files/PACPA/Brockington%20and%20Dunning/Chancellor%20Dunning%20Trust%20Lectures.pdf Archiviato il 27 gennaio 2021 in Internet Archive.) nella Queen's University di Kingston, Canada, su Human Values - Religious and Secular (Altri Lecturers: Martha Nussbaum nel 2001, Charles Taylor nel 1998, Angela Davis nel 1989, Stephen Jay Gould nel 1988, Ivan Illich nel 1984, Amartya Sen nel 1982, Benjamin Spock nel 1980, Michael Novak nel 1979, John K. Galbraith nel 1968, Daniel Bell nel 1965).
La sua principale teoria sociologica (formulata per la prima volta nel 1984) è quella della “religione diffusa", basata sui processi di educazione, socializzazione e comunicazione, ed applicabile sia a un contesto italiano che ad altre culture in cui una particolare religione sia dominante.
Ha condotto ricerche empiriche comparative in Italia ad Orune (Sardegna), in Grecia ad Episkepsi (Corfù), Piekary Śląskie in Polonia ed in Messico a Nahuatzen (Michoacán), sui rapporti fra solidarietà e comunità. Ha realizzato film di ricerca su celebrazioni festive popolari, in particolare sulla Settimana Santa a Cerignola in Puglia ("Rossocontinuo")  e in Spagna ("Semana Santa en Sevilla"), sulla festa patronale di un pueblo messicano ("Las fiestas de san Luís Rey") e, con Emanuela del Re, sul festival dei festival ad Haifa (La risposta di Haifa).
È stato Presidente del Comitato di Ricerca di Sociologia della Religione nell’ambito dell’International Sociological Association e Presidente dell'Associazione Italiana Docenti Universitari. Su proposta ed invito di Michael Burawoy, in occasione del XIII Congresso Mondiale di Sociologia a Yokohama nel 2014, è stato candidato come Presidente dell’International Sociological Association. Dirige le collane “Modernità e società” di Armando Editore e “Prospettive di Sociologia della religione” delle Edizioni Borla. Fa parte del Comitato redazionale delle riviste Current Sociology, Religions, Sociedad y Religión, Sociétés, La Critica Sociologica, Religioni e Società. È Advisory Editor della Blackwell Encyclopedia of Sociology. È Associato all’Istituto di Ricerche sulla Popolazione e sulle Politiche Sociali del Consiglio Nazionale delle Ricerche. È Presidente dell’ICSOR (International Center for the Sociology of Religion: www.icsor.it). È autore di oltre novanta volumi e millecento pubblicazioni con traduzioni in inglese, francese, russo, spagnolo, tedesco, cinese, portoghese, basco, catalano, polacco e turco.

## Opere
- Dalla teoria alla verifica. Indagine sui valori in mutamento, La Goliardica, Roma 1978;
- Il Cristo rosso. Riti e simboli, religione e politica nella cultura popolare, Ianua, Roma 1985;
- La religione diffusa. Teoria e prassi, Borla, Roma 1988;
- Sud e religione. Dal magico al politico, Borla, Roma 1990 (in collaborazione con Maria Mansi);
- La religione dei valori. Indagine nella Sicilia centrale, Sciascia, Caltanissetta-Roma, 1992;
- Sociologie del tempo. Tra crònos e kairòs,  Euroma, Roma-Bari 1997;
- Manuale di sociologia della religione, Borla, Roma 1998;
- Il pueblo solidale, F. Angeli, Milano 2005;
- Nuovo manuale di sociologia della religione, Borla, Roma 2009;
- Sociology of Religion: An Historical Introduction, Aldine de Gruyter, New York 2000.
- Sociology of Religion: An Historical Introduction, China Renmin University Press, Beijing 2004-2005.
- Manuel de sociologie de la religion, L'Harmattan, Paris 2004.
- Manual de sociologia da religião, Paulus, São Paulo 2007.
- Manual de sociología de la religión, 2.a edición revisada y aumentada, Siglo Veintiuno Editores, Buenos Aires 2011.
- Sociologia del     pellegrinaggio, Franco Angeli,     Milano 2012;
- (organizador), A religião no     espaço público. Atores e objetos, Terceiro Nome, São Paulo 2012, in     collaborazione con Oro, Steil, Giumbelli;
- Sociologia     Cualitativa, Biblos, Buenos Aires     2013;
- Din Sosyolojisi. Tarih ve Teoriler, Rağbet, Istanbul 2014;
- Sociology of Religion. An Historical Introduction, translated by L.     Ferrarotti, new introduction by H. G. Schneiderman, introduction by W. K.     Ferguson, Transaction, New Brunswick, USA, London, UK 2015;
- (a     cura), Nuovo manuale di sociologia, Maggioli Editore, Santarcangelo     di Romagna 2016;
- Diffused Religion. Beyond Secularization, Palgrave Macmillan, Cham     2017;
- (a     cura) Nuovo manuale di sociologia, Maggioli     Editore, Santarcangelo di Romagna 2018;
- L’incerta fede. Un’indagine quanti-qualitativa in Italia,     FrancoAngeli, Milano 2020.

Per una bibliografia più esaustiva, vedi Pubblicazioni del prof. Cipriani e BIBLIOGRAFIA DEL PROF. ROBERTO CIPRIANI.